# Фосфогипс

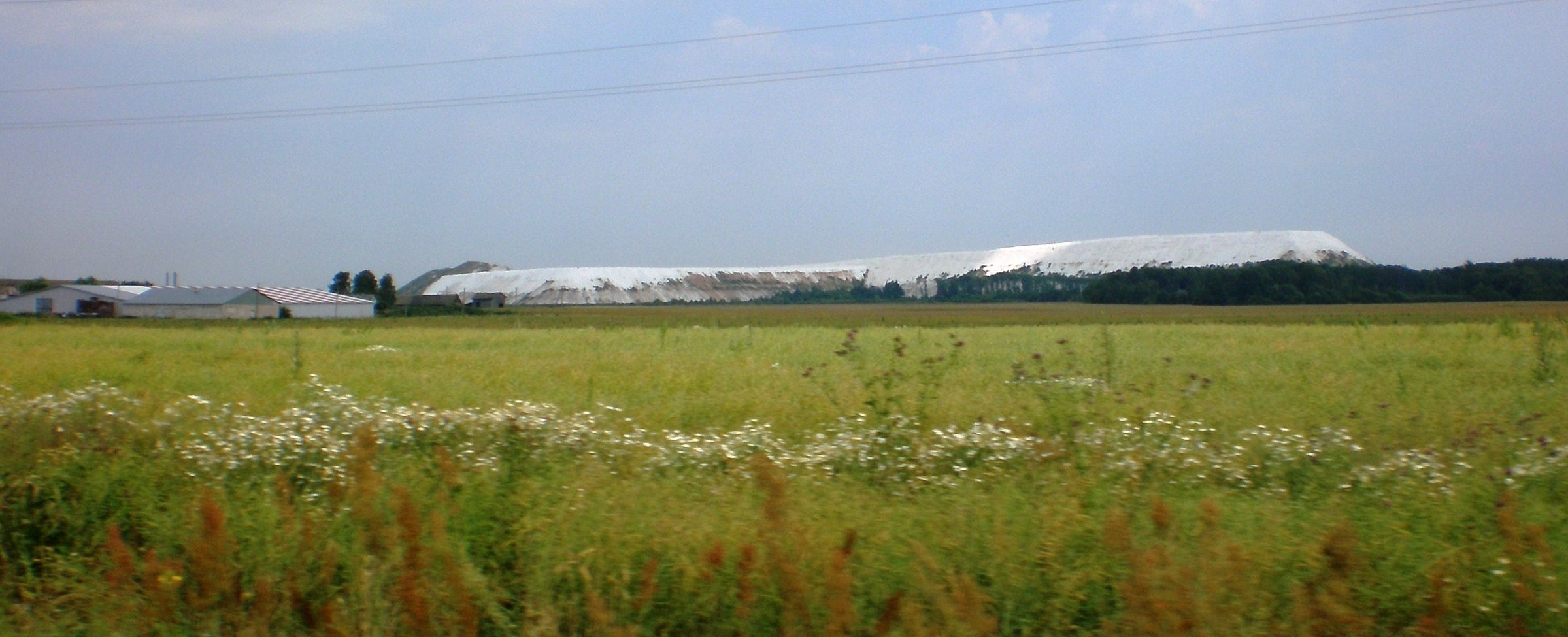
Фосфогипсовый штабель недалеко от Кедайняй, Литва.

Фосфогипс — это гидрат сульфата кальция, образующийся как побочный продукт при производстве удобрений из фосфоритной породы. В основном он состоит из гипса (CaSO 4 · 2H 2 O). Хотя гипс является широко используемым материалом в строительной индустрии, фосфогипс находит свое применение гораздо реже. Большая часть фосфогипса размещается в отвалах на долгосрочное хранение из-за слабой радиоактивности. Радиоактивность фосфогипса связана с присутствием в нем естественных радионуклидов их дочерних изотопов. Долгосрочное хранение фосфогипса и увеличение отвалов вызывает споры, но экономических выгодных технологий переработки фосфогипса на текущий момент не существует. На тонну производимой фосфорной кислоты образуется около пяти тонн фосфогипса. Ежегодное производство фосфогипса во всем мире оценивается от 100 до 280 Мт.

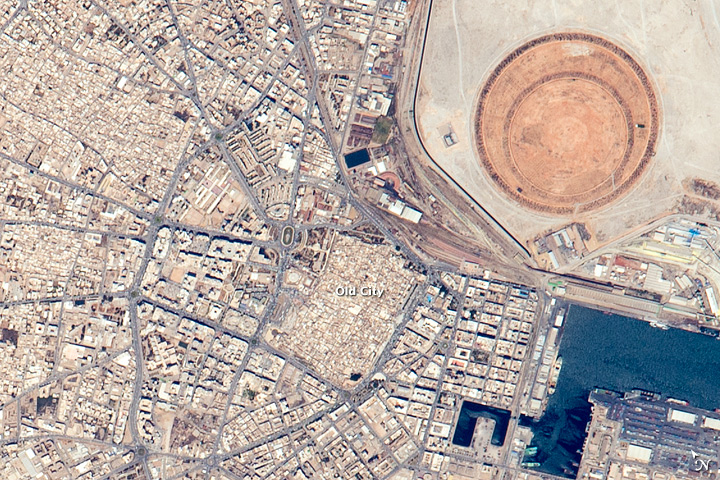
Космический снимок 2015 года Медины Сфакса с частью порта и характерными круговыми земляными работами в рамках проекта реконструкции Тапаруры площадью 420 га, из которых 260 га были отсыпаны в море путем депонирования фосфогипса.

## Производство
Фосфогипс является побочным продуктом при производстве (орто)фосфорной кислоты в процессе обработки фосфатной руды — апатита серной кислотой по следующей реакции:
Ca 5 (PO 4) 3 X + 5 H 2 SO 4 + 10 H 2 O → 3 H 3 PO 4 + 5 (CaSO 4 · 2 H 2 O) + HX
где X может включать OH, F, Cl или Br
Фосфогипс радиоактивен из-за присутствия в природе урана и тория и их дочерних изотопов — радия, радона, полония и т. п. Морские отложения фосфата обычно имеют более высокий уровень радиоактивности, чем отложения вулканического фосфата, из-за присутствия урана в морской воде. Другими компонентами фосфогипса являются кадмий Cd (5—28 ppm), соединения фтора (около 1 %) и кремнезём.

### Фосфогипс в России

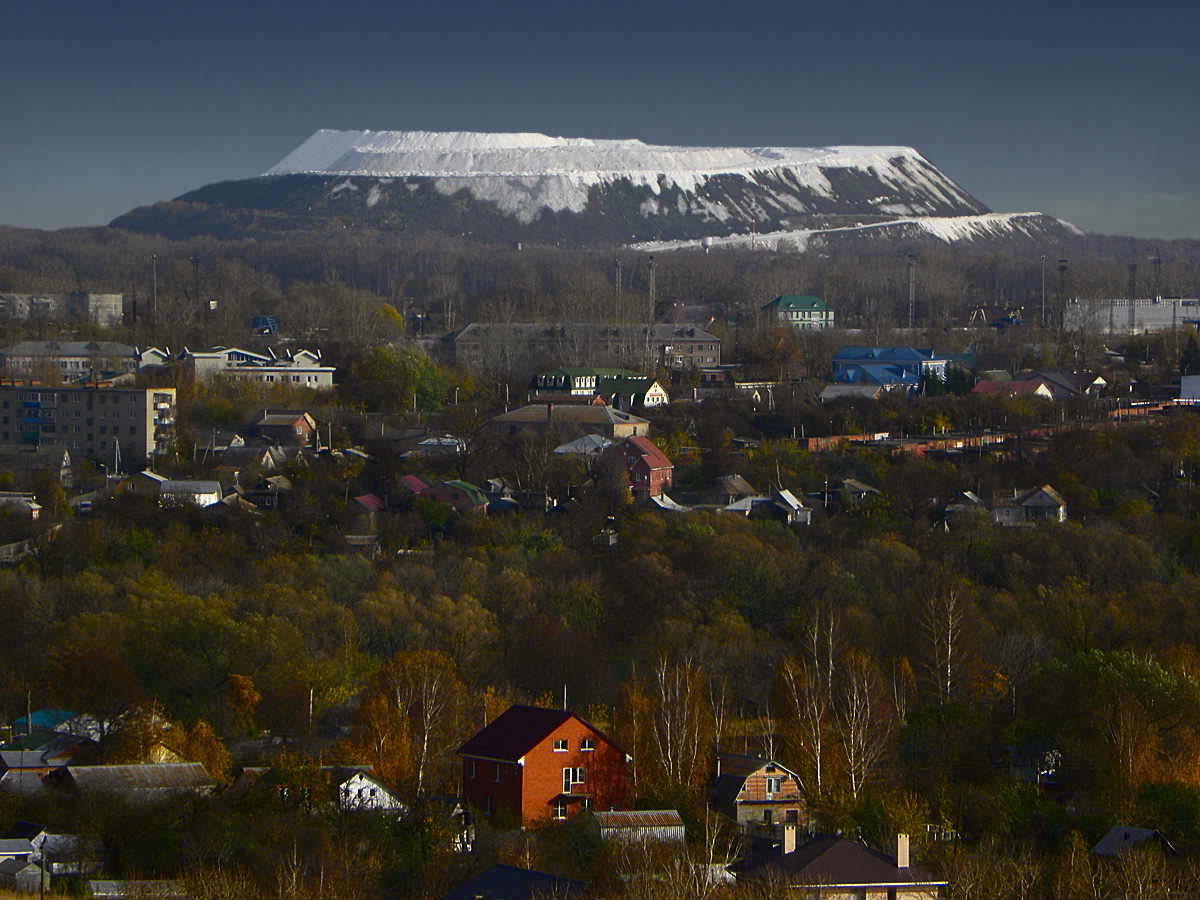
Один из двух отвалов фосфогипса под Воскресенском в Московской области

В России фосфогипс применяется в качестве удобрения для солонцовых почв. Предельное содержание радионуклидов в строительных материалах регламентирует ГОСТ 30108-94. Например, в стройматериалах, применяемых в жилых и общественных зданиях содержание радионуклидов не должно превышать 0,37 Бк/г, в производственных зданиях и при строительстве дорог в пределах населенных пунктов 0,74 Бк/г, при строительстве дорог вне населенных пунктов 1,5 Бк/г.

### Фосфогипс в США

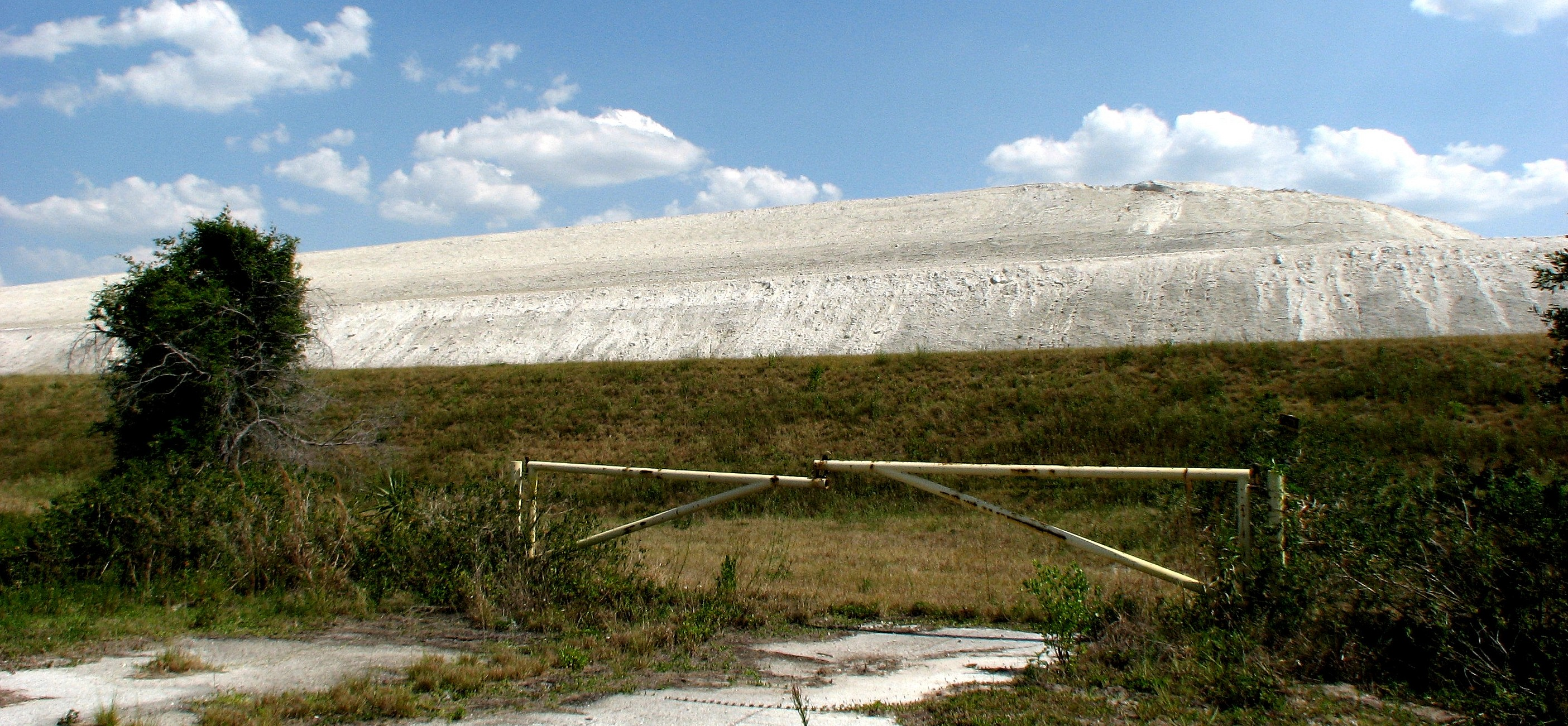
Фосфогипсовый отвал или «гипсовый отвал» расположенный недалеко от Форт-Мид, Флорида. Состоит из побочных отходов производства фосфорных удобрений.

Агентство по охране окружающей среды США (EPA) запретило большинство способов практического применения фосфогипса, имеющего радий-226 в концентрации более 10 пКи/г (0,4 Бк/г). В результате данного запрета фосфогипс, превышающий данный предел, хранится в больших отвалах.
Центральная Флорида имеет большое количество залежей фосфатов, особенно в регионе Боун-Вэлли . Фосфатная руда из морских отложений в центральной Флориде слабо радиоактивна, и поэтому побочный продукт её обработки — фосфогипс (в котором в некоторой степени сконцентрированы радионуклиды) слишком радиоактивен для использования в большинстве случаев. В результате около миллиарда тонн фосфогипса складывается в 25 отвалов во Флориде (22 находятся в центральной Флориде), в которые ежегодно добавляется около 30 миллионов тонн.
Были предложены различные применения фосфогипса, в том числе его использование в качестве материала для:
- Искусственные рифы и устричные клумбы
- Покрытие для свалок
- Дорожное покрытие
- Черепица
- Мелиорант

Агентство по охране окружающей среды США (EPA) одобрило использование фосфогипса для дорожного строительства в 2020 году, заявив, что одобрение было получено по запросу Института удобрений. Защитники окружающей среды выступили против этого решения, заявив, что использование радиоактивного материала таким образом может представлять опасность для здоровья.